# Tachigali physophora
Tachigali physophora là một loài thực vật có hoa trong họ Đậu. Loài này được (Huber) Zarucchi & Herend. miêu tả khoa học đầu tiên năm 1998.